# Fuente Burnside
La fuente Burnside es una fuente de agua potable que no funciona en la esquina sureste de Worcester Common en Worcester, en el estado de Massachusetts (Estados Unidos). Consta de dos partes, una cuenca de granito rosa y una estatua de bronce de un niño montado en una tortuga marina. El conjunto de la fuente es del arquitecto Henry Bacon, quien luego diseñó el Monumento a Lincoln en Washington D. C., y la escultura de Charles Y. Harvey. Harvey se suicidó antes de terminar la escultura y Sherry Fry completó el bronce. La fuente de Burnside fue encargada en 1905 por la ciudad de Worcester después de que Harriet F. Burnside legó 5000 dólares para crear una fuente que proporcionara agua fresca a personas, caballos y perros, en memoria de su padre, un destacado abogado. La fuente se instaló en 1912 en Central Square y luego se trasladó en 1969 a su ubicación actual en Worcester Common. En 1970 la estatua fue robada y reinstalada dos años después. Un intento de robo ocurrió en 2004.
El bronce se llama oficialmente Boy with a Turtle, pero los lugareños lo conocen como Turtle Boy. Esta se ha convertido en una mascota no oficial de Worcester, de la misma manera que el Manneken Pis lo es para Bruselas. La popularidad de la Fuente de Burnside se deriva principalmente de la mala interpretación atrevida de la estatua por parte de los espectadores. Durante sus 100 años de existencia, ha sido referenciado en historias y canciones, además de tener un concurso de música y una cerveza artesanal que lleva su nombre.

## Descripción
La fuente Burnside tiene 3,7 m de ancho, 1,5 m de altura, y consta de dos partes, la palangana y la escultura. La pila de granito rosa es rectangular y tiene cuatro pilas grandes, dos en cada extremo, talladas en su parte superior. Fueron diseñadas como bebederos para caballos, y una más pequeña y más baja ubicada en la parte trasera de la fuente se diseñó para perros.
La escultura de bronce se asienta sobre una base circular en el medio de la cuenca. La escultura se conoce oficialmente como Niño con tortuga, ya que su figura es la de un niño, desnudo, montando una tortuga marina. En 1986, el departamento municipal de parques y recreación de Worcester describió la estatua con la frase: "El niño que sostiene la tortuga, con el pelo al viento y una sonrisa astuta en el rostro, es encantador y cautivador". Contexto
Samuel Burnside fue un destacado abogado de Worcester que estudió derecho en Dartmouth College a principios del siglo XIX. Burnside tuvo tres hijas, Sophia, Harriet y Elizabeth, a quienes Frederick Clifton Pierce llamó "las figuras más notables en la vida de Worcester". La notoriedad de las tres hijas se debió en parte al prestigio y la riqueza que Samuel Burnside había acumulado como Presidente del Tribunal de Primera Instancia. Tanto antes como después de la muerte de Samuel Burnside el 25 de julio de 1850, sus tres hijas eran conocidas por sus obras de caridad, habiendo donado jardines públicos y una biblioteca a la ciudad de Worcester. La donación más conocida de una hija a la ciudad llegó en forma de legado en su testamento. En 1904, Harriet Burnside murió y dejó 5000 dólares en su testamento a la ciudad de Worcester para construir una fuente en memoria de su padre.

## Historia
Cuando Burnside legó el dinero para la fuente, pidió que se diseñara para su uso como abrevadero para caballos y también para perros. El encargo estaba originalmente destinado a Daniel Chester French, pero, según un artículo de Zelotes W. Coombs, French rechazó el encargo debido a "la presión de otros compromisos, sin embargo... supervisó el trabajo". French asignó el diseño de la cuenca a Henry Bacon, quien más tarde trabajaría con French en el Lincoln Memorial. La escultura fue asignada a Charles Y. Harvey, un graduado de la Academia Americana en Roma, que había trabajado con Augustus Saint-Gaudens en el Robert Gould Shaw Memorial en Boston.
Charles Y. Harvey comenzó a trabajar en Boy with Turtle en su estudio en la ciudad de Nueva York, creyendo que este trabajo iba a ser su obra maestra. Casi de inmediato comenzó a dudar de su diseño y sintió que era inadecuado. Esta negatividad era un rasgo que había mostrado muchas veces en el pasado. Aproximadamente una semana después de comenzar la escultura, Harvey comenzó a escuchar voces que le ordenaban suicidarse. Un artículo sobre la restauración de la escultura escrito en el Instituto Politécnico de Worcester afirma que las voces que escuchaba provenían de la escultura parcialmente tallada. Estas voces fijaron la fecha del sábado 27 de enero de 1912 para que Harvey se suicidara. En esa fecha dejó sus herramientas, se dirigió a Bronx Park con dos navajas y se cortó la garganta a lo largo de la orilla oeste del río Bronx.

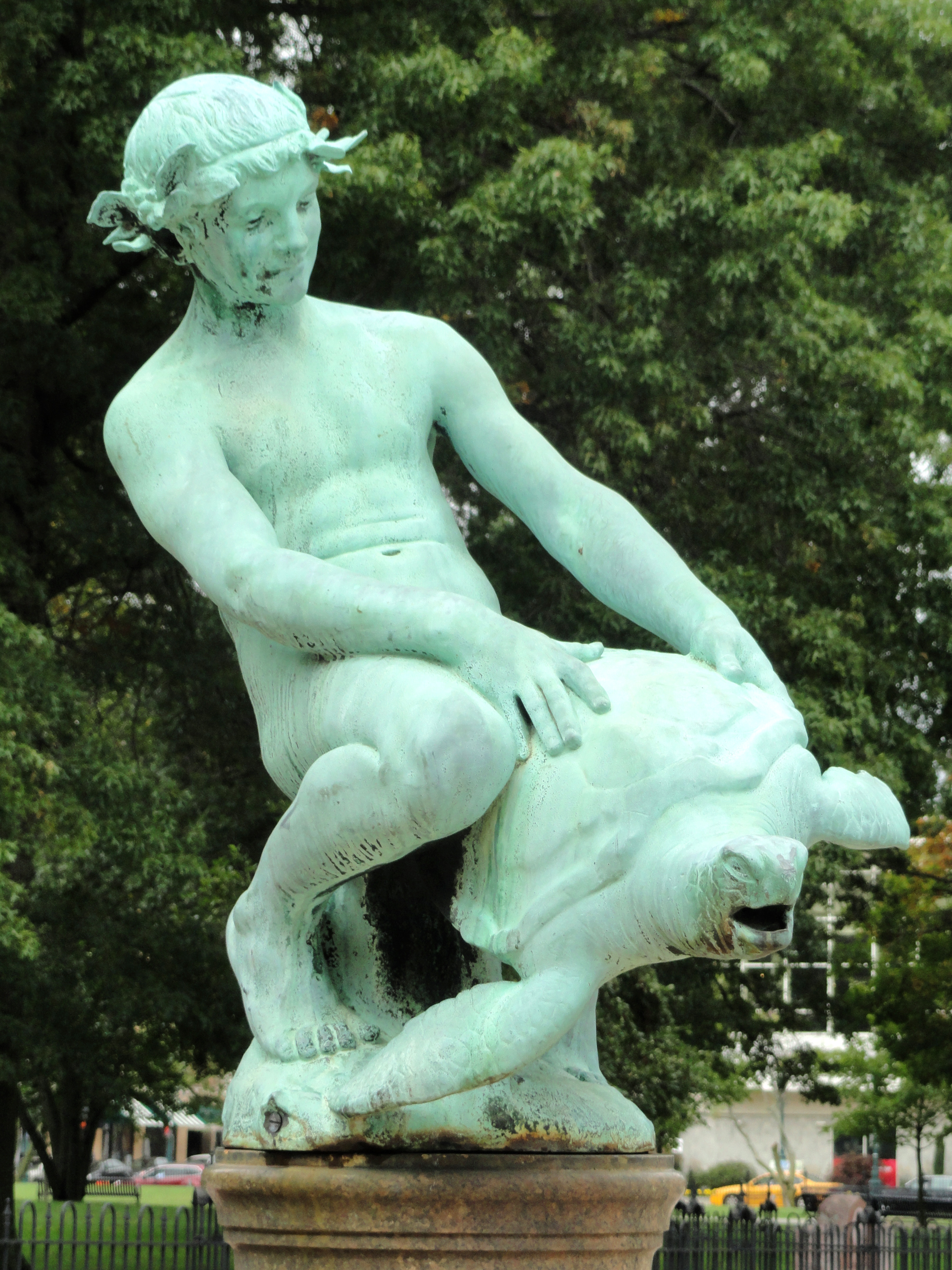
Niño con tortuga mostrando su pátina verde brillante.

Después de la muerte de Harvey, se invitó a Sherry Fry, una compañera graduada de la Academia Estadounidense, a terminar el trabajo de acuerdo con los diseños originales que Harvey había presentado. Fry completó la escultura y se entregó junto con la palangana a Worcester en 1912. Había habido mucha discusión sobre dónde instalar la fuente. Se eligió Central Square, justo al lado de Worcester Common, con solo una ligera oposición de "jardineros que habían estado usando el extremo este de Common para su mercado al aire libre de verano". Cuando se instaló en la Plaza Central, no hubo ceremonia de inauguración ni inauguración de la fuente. Un artículo de noticias del 11 de octubre de 1912 declaró que el alcalde de Worcester, Philip O'Connell, "cree que será bueno que la fuente se ponga en uso sin ceremonia". Esta falta de ceremonia se debe presumiblemente al suicidio de Harvey y al deseo de no celebrar tal acto.
Para 1912, el uso de caballos y calesas había pasado de moda, y la fuente de Burnside vio poco uso en su propósito previsto. En 1939, los ciudadanos de Worcester ya pedían que se trasladara la fuente a un lugar más adecuado donde pudiera ser más útil. Tomó hasta 1969 que la fuente de Burnside se trasladara de Central Square. Se trasladó a Worcester Common y se volvió hacia Salem Square. Un año después, en mayo de 1970, la estatua fue arrancada de su pedestal y robada. Se devolvió más tarde ese mismo año, pero tomó hasta 1972 que el niño y la tortuga se colocaran nuevamente en la parte superior de la cuenca. Otro aparente intento de robo ocurrió en 2004 cuando la escultura de bronce se cayó de su pedestal y quedó colgando de la palangana. La ciudad se apresuró a arreglar la estatua esta vez, y se enderezó y volvió a colocar en cuestión de días.
En 2010, Burnside Fountain fue nombrada uno de los "25 mejores lugares de Massachusetts de Hill-Man" de WAAF. Ese mismo año, también fue nominado como "Peor arte público en Nueva Inglaterra " por un blog de arte regional.  Casi al mismo tiempo, un pequeño grupo de voluntarios comenzó "Turtle Boy Urban Gardeners", un grupo dedicado a mantener presentables las plantaciones alrededor de Burnside Fountain.

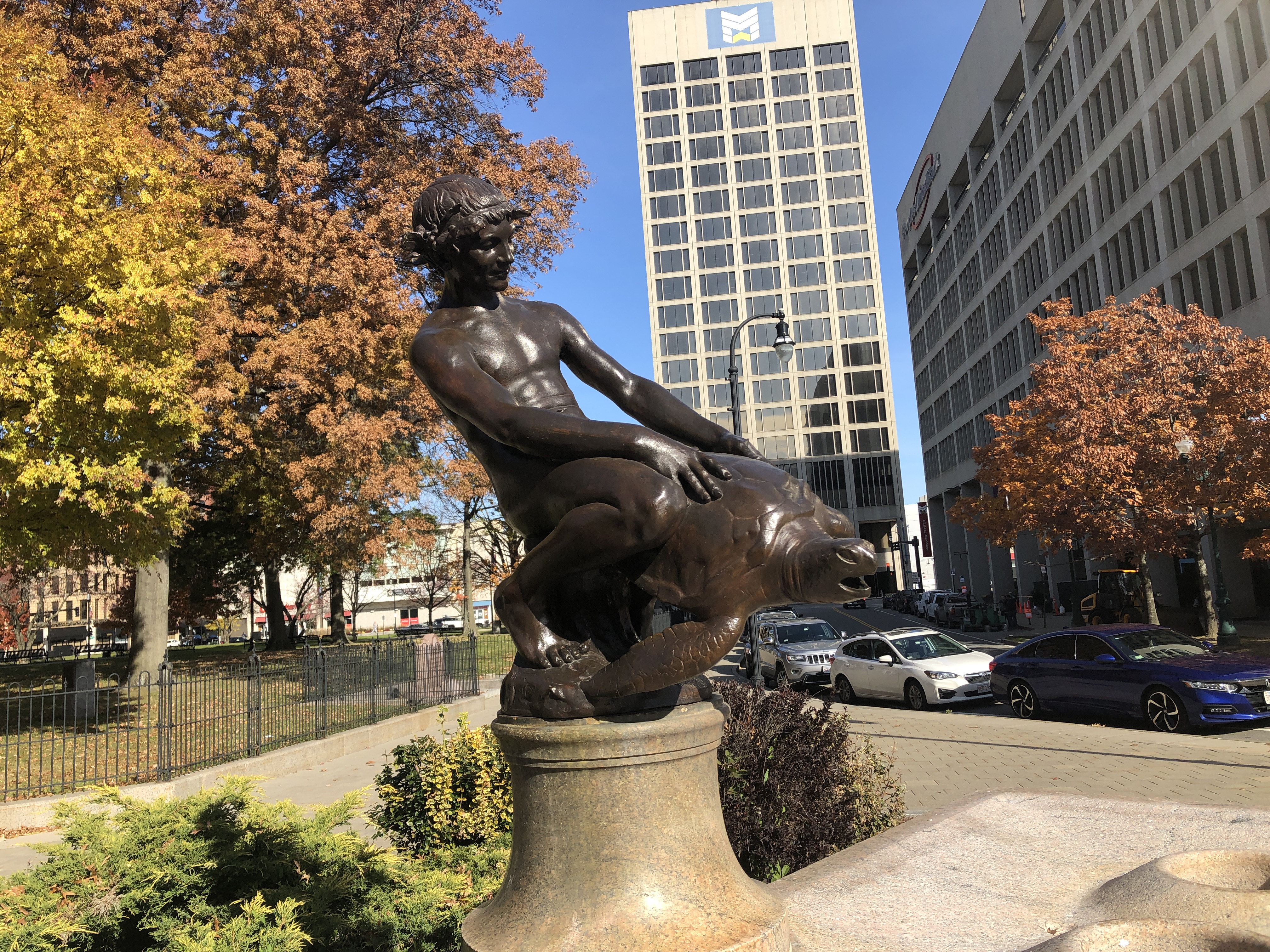
Niño con tortuga tras su restauración en 2021.

Durante las últimas décadas, la Fuente de Burnside ha estado en mal estado. Un inventario de monumentos públicos en Worcester de 1986, compilado por el departamento municipal de parques y recreación, enumeró los problemas de la fuente como "piedra astillada, sistema de agua, corrosión de la superficie de bronce, manchas de óxido, basura" y el Catálogo de inventarios de arte del Smithsonian examinado la fuente en septiembre de 1994 y catalogó su estado como "tratamiento urgente". Con el centenario de la fuente de Burnside en 2012, ha habido un renovado interés en restaurar la fuente. Las estimaciones de restauración oscilan entre 40 000 y 60 000 dólares, que es más de lo que la ciudad está dispuesta a gastar. Probablemente debido a esto, no hay planes oficiales para restaurar la fuente, a partir de junio de 2012. El exterior de la fuente fue tratado por corrupción de bronce en junio de 2021 restaurando el color original.

## Turtle Boy

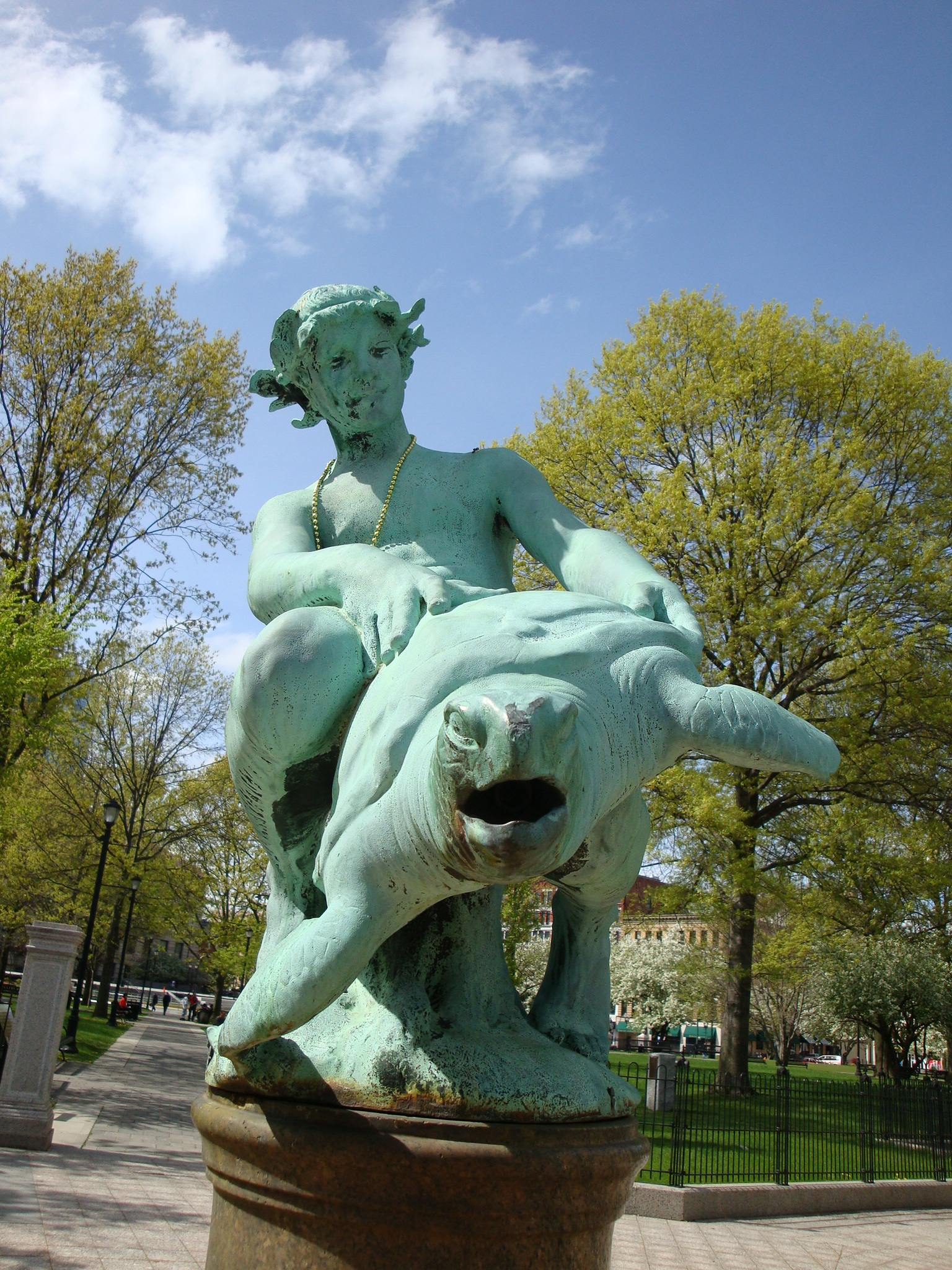
Turtle Boy con un collar tradicinal de Mardi Gras

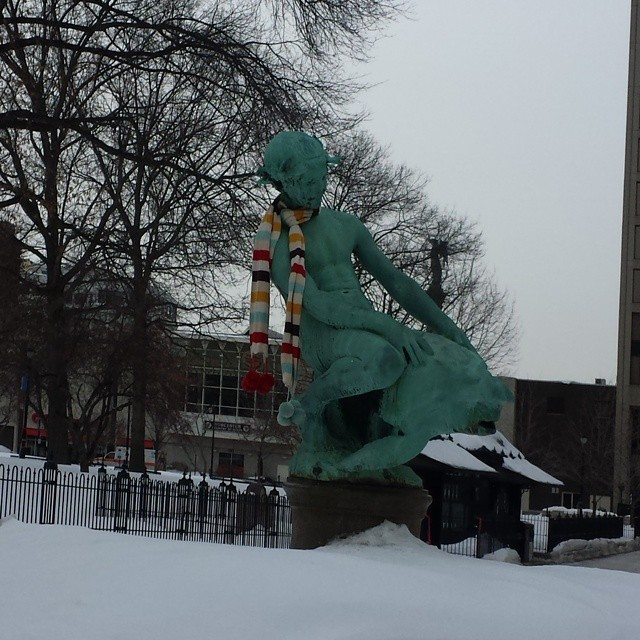
Turtle Boy con una bufanda de invierno

La estatua que se encuentra sobre la fuente de Burnside ahora se conoce comúnmente como Turtle Boy. En la tradición del Manneken Pis en Bruselas, Turtle Boy se ha convertido en una mascota no oficial de Worcester. Gran parte de la popularidad local de la estatua se debe a insinuaciones obscenas sobre cómo se representan al niño y la tortuga. Los miembros anónimos de la comunidad de Worcester a veces visten la estatua con ropa festiva para las festividades, las bandas locales escriben canciones agradables para la multitud al respecto, y la estatua incluso ha adornado postales de la ciudad. 
La popularidad de Turtle Boy comenzó cuando se instaló en Central Square. En 1916, el niño y la tortuga de Burnside Fountain aparecieron en The Cloud Bird, un libro para niños de Margaret C. Getchell en el que cada capítulo trataba sobre un hito de Worcester. En el octavo capítulo, "El aventurero con armadura", una niña pequeña encuentra a un joven fauno parecido a Peter Pan que había accedido a contener a la tortuga. Más tarde se embarcan en una aventura a lomos de la tortuga, pero regresan al final del día. A fines de la década de 2000, "Turtle Boy" era un término común que se usaba para alinear eventos y objetos con Worcester. Un concurso de música local recibió el nombre de "Turtle Boy Music Awards" y Wormtown Brewing Company en Worcester comenzó a vender una "Turtle Boy Blueberry Ale".
Kristina Wilson, profesora asociada en el Departamento de Artes Visuales y Escénicas de la Universidad Clark de Worcester, preguntó a la gente en el campus qué pensaban de Turtle Boy. Una persona respondió: "Oh, ese es el monumento a la bestialidad de Worcester". Wilson dijo que la escultura pretende representar "la inocencia, la alegría y el renacimiento", y que históricamente Charles Y. Harvey provenía de una tradición artística en la que "la figura humana es el vértice de la belleza, y lo bien que se puede captar eso es lo más importante en la  demostración de sus talentos artísticos". Con respecto al mérito artístico de la obra, Wilson dijo: "Es desafortunado, porque realmente parece que algo malo está pasando".
Principalmente debido a la ambigüedad en lo que representa la fuente de Burnside, Turtle Boy aparece ocasionalmente en las redes sociales.